# Vincetoxicum yonakuniense
Vincetoxicum yonakuniense är en oleanderväxtart som först beskrevs av Sumihiko Hatusima, och fick sitt nu gällande namn av T.Yamash. och Tateishi. Vincetoxicum yonakuniense ingår i släktet tulkörter, och familjen oleanderväxter. Inga underarter finns listade i Catalogue of Life.